# Nati il 3 ottobre
| Questa pagina contiene informazioni ricavate automaticamente dalle voci biografiche con l'ausilio del template Bio e di un bot. L'aggiornamento è periodico e automatico e ricostruisce completamente la pagina. Se manca una persona in questa lista, sei pregato di non aggiungerla, ma accertati piuttosto che la sua voce biografica contenga il template Bio e che i dati anagrafici siano correttamente compilati. Se il template Bio manca, inseriscilo tu stesso o, in alternativa, metti l'avviso {{tmp\|Bio}} che ne segnala la mancanza. Se i dati riportati sono sbagliati, correggi direttamente la voce biografica; le modifiche saranno visibili in questa lista entro pochi giorni. Per chiarimenti vedi il progetto biografie. La lista contiene solo le 1.133 persone che sono citate nell'enciclopedia e per le quali è stato implementato correttamente il template Bio. Pagina aggiornata al 17 ago 2025. |

## VIII secolo(1)
- 786 - Saga, imperatore giapponese († 842)

## XIII secolo(1)
- 1292 - Eleonora di Clare, nobile britannica († 1337)

## XIV secolo(1)
- 1390 - Umfredo Plantageneto, duca di Gloucester, principe inglese († 1447)

## XV secolo(2)
- 1445 - Al-Suyuti, giurista, storico e mistico egiziano († 1505)
- 1458 - Casimiro di Cracovia, nobile polacco († 1484)

## XVI secolo(5)
- 1553 - Antonius Walaeus, predicatore e teologo olandese († 1639)
- 1554 - Fulke Greville, poeta, drammaturgo e politico inglese († 1628)
- 1566 - Richard Boyle, I conte di Cork, nobile britannico († 1643)
- 1577 - Fortunio Liceti, medico, filosofo e scienziato italiano († 1657)
- 1585 - Domingo Pimentel Zúñiga, cardinale, arcivescovo cattolico e nobile spagnolo († 1653)

## XVII secolo(23)
- 1608 - Nicoletta di Lorena, duchessa († 1657)
- 1610 - Gabriele Lalemant, gesuita e missionario francese († 1649)
- 1611 - Giovanni Salvatore, compositore e organista italiano
- 1621 - Claude Maltret, gesuita, grecista e teologo francese († 1674)
- 1627 - Onorio Marinari, pittore italiano († 1715)
- 1629 - Giovanni Francesco Negroni, cardinale e vescovo cattolico italiano († 1713)
- 1629 - Armand Jean de Vignerot du Plessis, ammiraglio francese († 1715)
- 1631 - Sebastian Anton Scherer, compositore e organista tedesco († 1712)
- 1635 - Isabella d'Este, duchessa italiana († 1666)
- 1637 - Charles Démia, presbitero francese († 1689)
- 1640 - Giuseppe Alberti, pittore, architetto e presbitero italiano († 1716)
- 1644 - Adriaen Frans Boudewijns, pittore, incisore e disegnatore fiammingo († 1719)
- 1646 - Joseph Parrocel, pittore, disegnatore e incisore francese († 1704)
- 1647 - Johannes Voet, giurista olandese († 1713)
- 1648 - Elisabeth Sophie Chéron, pittrice, poetessa e musicista francese († 1711)
- 1651 - Giuseppe Lotario Conti, VI duca di Poli e Guadagnolo, nobile italiano († 1724)
- 1662 - Alessandro Maffei, generale italiano († 1730)
- 1668 - Uberto Benvoglienti, storico italiano († 1733)
- 1674 - Giampietro Zanotti, pittore, storico dell'arte e poeta italiano († 1765)
- 1680 - Giovanna Elisabetta di Baden-Durlach, nobile († 1757)
- 1696 - Heinrich von Podewils, politico prussiano († 1760)
- 1697 - Giovanni Fogliani Sforza d'Aragona, politico e diplomatico italiano († 1780)
- 1698 - Giuseppe Candido Agudio, religioso e letterato italiano († 1765)

## XVIII secolo(38)
- 1705 - Jacques-Joachim Trotti de La Chétardie, diplomatico francese († 1759)
- 1713 - Antoine Dauvergne, compositore e violinista francese († 1797)
- 1716 - Giovanni Battista Beccaria, fisico, matematico e monaco cristiano italiano († 1781)
- 1719 - Francesco Tirelli, abate italiano († 1792)
- 1720 - Johann Peter Uz, poeta tedesco († 1796)
- 1722 - Johann Heinrich Tischbein il Vecchio, pittore tedesco († 1789)
- 1731 - Louis Bertrand, matematico svizzero († 1812)
- 1734 - Carl von Imhoff, militare e pittore tedesco († 1788)
- 1740 - Jakov Borisovič Knjažnin, traduttore e drammaturgo russo († 1791)
- 1742 - Anders Jahan Retzius, chimico, botanico e entomologo svedese († 1821)
- 1755 - George Legge, III conte di Dartmouth, politico inglese († 1810)
- 1756 - Abraham Pihl, religioso, astronomo e architetto norvegese († 1821)
- 1757 - Luigi Castiglioni, botanico e politico italiano († 1832)
- 1761 - Antonio Cocconcelli, ingegnere italiano († 1846)
- 1762 - Anton Bernolák, presbitero e linguista slovacco († 1813)
- 1763 - Marie-Louise de Lamoignon, religiosa francese († 1825)
- 1767 - Alexander Hamilton, X duca di Hamilton, nobile, politico e collezionista d'arte scozzese († 1852)
- 1770 - Pierre-Gaston-Henri de Livron, militare francese († 1831)
- 1772 - Claude-Étienne Michel, generale francese († 1815)
- 1774 - Franz Binder von Krieglstein, diplomatico e nobile austriaco († 1855)
- 1776 - Emanuele Repetti, geografo, storico e naturalista italiano († 1852)
- 1777 - Guillaume Dupuytren, medico francese († 1835)
- 1777 - Thomas Walsh, vescovo cattolico britannico († 1849)
- 1780 - Charles Bentinck, politico britannico († 1826)
- 1784 - Johann Karl Ehrenfried Kegel, agronomo e esploratore tedesco († 1863)
- 1784 - Louise Lehzen, tedesca († 1870)
- 1784 - Ithiel Town, architetto statunitense († 1844)
- 1788 - Armand d'Artois, drammaturgo e librettista francese († 1867)
- 1788 - Lorenzo de Zavala, politico messicano († 1836)
- 1789 - Henry Pottinger, militare, politico e nobile britannico († 1856)
- 1790 - John Ross, nativo americano († 1866)
- 1791 - Sima Milutinović Sarajlija, scrittore, storico e diplomatico serbo († 1847)
- 1792 - Francisco Morazán, militare e politico honduregno († 1842)
- 1792 - Cipriani Potter, compositore, pianista e direttore d'orchestra inglese († 1871)
- 1797 - Leopoldo II di Toscana, sovrano italiano († 1870)
- 1798 - Morris Jacob Raphall, rabbino e ebraista britannico († 1868)
- 1798 - Pierre Louis Vasquez, esploratore e mercante statunitense († 1868)
- 1800 - George Bancroft, storico e politico statunitense († 1891)

## XIX secolo(173)
- 1803 - Paul Huet, pittore e incisore francese († 1869)
- 1804 - Carlo Bombrini, banchiere, imprenditore e politico italiano († 1882)
- 1804 - Allan Kardec, pedagogista e filosofo francese († 1869)
- 1807 - Heinrich Panofka, compositore, violinista e docente tedesco († 1887)
- 1808 - Francesco Bianchini, fantino italiano
- 1810 - Agata Sofia Sassernò, poetessa francese († 1860)
- 1810 - Ambrogio Trezzi, politico italiano († 1892)
- 1813 - Alexandre Bida, pittore, incisore e disegnatore francese († 1895)
- 1814 - Hervé Faye, astronomo francese († 1902)
- 1814 - Francesco Sabbia, vescovo cattolico italiano († 1893)
- 1816 - Lajos Haynald, cardinale e arcivescovo cattolico ungherese († 1891)
- 1820 - Carlo Arrivabene Valenti Gonzaga, politico italiano († 1874)
- 1822 - Giuseppe Polignani, avvocato italiano († 1882)
- 1822 - Vincenzo Stocco, politico italiano († 1893)
- 1824 - Sam Browne, generale britannico († 1901)
- 1824 - Ivan Savvič Nikitin, poeta e scrittore russo († 1861)
- 1826 - Luigi Ferrari, militare e politico italiano († 1895)
- 1827 - Pasquale Villari, storico e politico italiano († 1917)
- 1830 - George Brayton, ingegnere statunitense († 1892)
- 1830 - Albert Günther, zoologo tedesco († 1914)
- 1830 - Charles Marshall, militare statunitense († 1902)
- 1831 - Guglielmo d'Assia-Philippsthal-Barchfeld, principe († 1890)
- 1832 - Pietro Avanzini, presbitero italiano († 1874)
- 1832 - Lina Sandell, poetessa e traduttrice svedese († 1903)
- 1834 - Vilém Blodek, compositore, flautista e pianista ceco († 1874)
- 1835 - Stanislas Lépine, pittore francese († 1892)
- 1835 - August Reifferscheid, archeologo e filologo classico tedesco († 1887)
- 1839 - Alfredo Cottrau, ingegnere, imprenditore e politico italiano († 1898)
- 1841 - Giovanni Pietro Capotorto, magistrato e politico italiano († 1931)
- 1841 - Savva Ivanovič Mamontov, imprenditore e mecenate russo († 1918)
- 1841 - Gregorio Rigo, farmacista, botanico e patriota italiano († 1922)
- 1842 - Leopoldo Minesso, avvocato, giornalista e politico italiano († 1913)
- 1843 - Luke Fildes, pittore e illustratore inglese († 1927)
- 1843 - Seniye Hanimsultan, principessa ottomana († 1913)
- 1844 - Patrick Manson, medico scozzese († 1922)
- 1845 - František Richard Osvald, letterato e presbitero slovacco († 1926)
- 1846 - Luigi Gramegna, scrittore italiano († 1928)
- 1846 - Antonino Palminteri, compositore e direttore d'orchestra italiano († 1915)
- 1847 - Carl Friedrich Glasenapp, biografo, filologo e scrittore russo († 1915)
- 1847 - Frantz Jourdain, architetto, critico d'arte e scrittore belga († 1935)
- 1847 - Eduard Richter, geografo austriaco († 1905)
- 1848 - Mario Bianchi Bandinelli, politico italiano († 1930)
- 1848 - Enrico Pio di Borbone, nobile spagnolo († 1894)
- 1848 - Henry Lerolle, pittore francese († 1929)
- 1848 - Alfonso Rubbiani, restauratore e letterato italiano († 1913)
- 1848 - Luigi Talamoni, presbitero italiano († 1926)
- 1849 - Edoardo Crespi, scacchista e mecenate italiano († 1910)
- 1852 - Charles Cripps, I barone Parmoor, politico inglese († 1941)
- 1852 - Charles Flahault, botanico e biologo francese († 1935)
- 1853 - Raffaele D'Atri, pianista, docente e compositore italiano († 1924)
- 1854 - William Crawford Gorgas, igienista e generale statunitense († 1920)
- 1854 - Carlo Porro, nobile, generale e politico italiano († 1939)
- 1854 - German Ottovič Struve, astronomo russo († 1920)
- 1855 - Louis de Beaufront, linguista, glottoteta e esperantista francese († 1935)
- 1856 - Timothy Thomas Fortune, giornalista, scrittore e editore statunitense († 1928)
- 1857 - Maurice Desvallières, commediografo francese († 1926)
- 1858 - Giuseppe Alongi, poliziotto e saggista italiano († 1939)
- 1858 - Eleonora Duse, attrice teatrale italiana († 1924)
- 1858 - Percy Frankland, chimico inglese († 1946)
- 1859 - Karin Bergöö Larsson, artista e designer svedese († 1928)
- 1859 - Paul Perquer, velista francese († 1914)
- 1860 - Pavel Aleksandrovič Romanov, nobile russo († 1919)
- 1861 - Alfred Jefferis Turner, pediatra e entomologo australiano († 1947)
- 1862 - Giacomo Lombardi, missionario italiano († 1934)
- 1862 - Norval MacGregor, regista, attore e produttore cinematografico statunitense († 1933)
- 1862 - Andrew Jackson Montague, politico statunitense († 1937)
- 1862 - Alice Bolingbroke Woodward, artista inglese († 1951)
- 1863 - Pëtr Kuz'mič Kozlov, esploratore russo († 1935)
- 1863 - Stanisław Zaremba, matematico polacco († 1942)
- 1865 - Gustave Loiseau, pittore francese († 1935)
- 1867 - Antonio Baldacci, botanico e geografo italiano († 1950)
- 1867 - Pierre Bonnard, pittore francese († 1947)
- 1867 - Julia Crawford Ivers, sceneggiatrice, regista e produttrice cinematografica statunitense († 1930)
- 1868 - Francisco de Asís Vidal y Barraquer, cardinale e arcivescovo cattolico spagnolo († 1943)
- 1869 - Paul Boucherot, ingegnere francese († 1943)
- 1869 - Alfred Flatow, ginnasta tedesco († 1942)
- 1869 - Robert William Paul, regista, ingegnere e inventore inglese († 1943)
- 1870 - Henri Dulac, matematico e docente francese († 1955)
- 1871 - Kim Bo-hyon, nordcoreano († 1955)
- 1871 - Stijn Streuvels, scrittore belga († 1969)
- 1872 - Hermann Anschütz-Kaempfe, inventore tedesco († 1931)
- 1872 - William P. Carleton, attore inglese († 1947)
- 1872 - Fred Clarke, giocatore di baseball e allenatore di baseball statunitense († 1960)
- 1872 - Henri Evenepoel, pittore e incisore belga († 1899)
- 1873 - Lodovico Barassi, giurista italiano († 1961)
- 1873 - Ivan Sergeevič Šmelëv, scrittore russo († 1950)
- 1873 - Tsuda Sōkichi, storico e docente giapponese († 1961)
- 1874 - Charles B. Middleton, attore statunitense († 1949)
- 1874 - Mario Nomis di Cossilla, militare e politico italiano († 1946)
- 1875 - Dr. Atl, pittore e scrittore messicano († 1964)
- 1876 - Josephine Bracken, irlandese († 1902)
- 1877 - Karl Theodor Fahr, patologo tedesco († 1945)
- 1877 - Thomas Murray, giocatore di curling britannico († 1944)
- 1878 - Hans Heinrich Suter, calciatore, arbitro di calcio e dirigente sportivo svizzero († 1955)
- 1879 - Alberto Gasco, critico musicale, compositore e scrittore italiano († 1938)
- 1879 - Warner Oland, attore svedese († 1938)
- 1879 - Paul Stendel, ginnasta e multiplista statunitense († 1942)
- 1880 - Franz Boehm, presbitero tedesco († 1945)
- 1880 - Luigi Carbonari, politico italiano († 1971)
- 1880 - Ganga Singh, sovrano indiano († 1943)
- 1880 - Karl Ruberl, nuotatore austriaco († 1966)
- 1881 - Arthur Hiller, calciatore tedesco († 1941)
- 1882 - Frank Buckley, calciatore e allenatore di calcio inglese († 1964)
- 1882 - Auguste Chabaud, pittore e scultore francese († 1955)
- 1882 - George Nevinson, pallanuotista britannico († 1963)
- 1883 - Dmitrij Manuil'skij, politico sovietico († 1959)
- 1884 - Lissy Lind, attrice tedesca († 1936)
- 1884 - Gordon Wright, calciatore inglese († 1947)
- 1885 - Vladimir Bakaleinikov, violista, direttore d'orchestra e compositore russo († 1953)
- 1885 - Luciano Savorini, ginnasta italiano († 1964)
- 1886 - Alain-Fournier, scrittore francese († 1914)
- 1886 - Georgina Davidson, medico scozzese
- 1886 - Emile Glaser, calciatore svizzero († 1945)
- 1886 - Karinska, costumista ucraina († 1983)
- 1886 - Jacques Souriau, illustratore e fumettista francese († 1957)
- 1887 - Gabriele Nasci, generale italiano († 1947)
- 1887 - Walter Schachtitz, pallanuotista austriaco († 1979)
- 1888 - Claud Allister, attore britannico († 1970)
- 1888 - Wade Boteler, attore e sceneggiatore statunitense († 1943)
- 1888 - Varfolomej Nikolaj Remov, vescovo cattolico russo († 1935)
- 1888 - Roy Webb, compositore statunitense († 1982)
- 1889 - Vittorio Bonadè Bottino, architetto italiano († 1979)
- 1889 - Alan Dinehart, attore statunitense († 1944)
- 1889 - Giuseppe Ghione, militare italiano († 1941)
- 1889 - Sven Olsson, calciatore svedese († 1919)
- 1889 - Carl von Ossietzky, giornalista tedesco († 1938)
- 1890 - Guido De Giorgio, esoterista e scrittore italiano († 1957)
- 1890 - Henry Hull, attore statunitense († 1977)
- 1890 - Emilio Portes Gil, politico messicano († 1978)
- 1890 - Hermann Thimig, attore austriaco († 1982)
- 1891 - Ida Carey, pittrice neozelandese († 1982)
- 1891 - Giovanni Fincato, militare e partigiano italiano († 1944)
- 1891 - Tullio Giannotti, militare italiano († 1938)
- 1891 - Paul Romano, calciatore francese († 1961)
- 1891 - Maurizio di Battenberg, nobile e militare britannico († 1914)
- 1892 - Harry Curtis, giocatore di football australiano e dirigente sportivo australiano († 1978)
- 1892 - Alice Kindler, pittrice, litografa e insegnante statunitense († 1980)
- 1892 - Sentarō Ōmori, ammiraglio giapponese († 1974)
- 1893 - Karl Faulenbach, generale tedesco († 1971)
- 1893 - Attilio Rial, aviatore italiano († 1917)
- 1894 - Elmer Robinson, politico statunitense († 1982)
- 1894 - Walter Warlimont, generale tedesco († 1976)
- 1895 - Julius Arigi, aviatore austro-ungarico († 1981)
- 1895 - Giovanni Comisso, scrittore e viaggiatore italiano († 1969)
- 1895 - Sergej Aleksandrovič Esenin, poeta russo († 1925)
- 1895 - Roman Ghirshman, archeologo e iranista francese († 1979)
- 1895 - Vittorio Zucca, velocista e calciatore italiano († 1943)
- 1896 - Francesco Da Gioz, partigiano italiano († 1945)
- 1896 - Gerardo Diego, poeta e scrittore spagnolo († 1987)
- 1896 - Maurice Gastiger, calciatore francese († 1966)
- 1897 - Louis Aragon, poeta e scrittore francese († 1982)
- 1898 - Dámaso Alonso, poeta, scrittore e filologo spagnolo († 1990)
- 1898 - Carlo Curcio, giornalista e storico italiano († 1971)
- 1898 - Morgan Farley, attore statunitense († 1988)
- 1898 - Zizi Lambrino, rumena († 1953)
- 1898 - Bruno Lavagnini, grecista, bizantinista e filologo classico italiano († 1992)
- 1898 - Leo McCarey, regista e sceneggiatore statunitense († 1969)
- 1898 - Pietro Quaroni, diplomatico italiano († 1971)
- 1898 - Adolf Reichwein, educatore tedesco († 1944)
- 1898 - Oskar Theodor, entomologo e zoologo israeliano († 1987)
- 1898 - Pavel Fëdorovič Čeliščev, pittore, costumista e scenografo russo († 1957)
- 1899 - Adrien Arcand, giornalista e politico canadese († 1967)
- 1899 - Giovanni Ardizzi, calciatore italiano
- 1899 - Wart Arslan, storico dell'arte italiano († 1968)
- 1899 - Gertrude Berg, attrice, sceneggiatrice e produttrice televisiva statunitense († 1966)
- 1899 - Giovanni Maria Cornaggia Medici, avvocato e politico italiano († 1979)
- 1899 - Cecil Fagan, nuotatore e pallanuotista irlandese († 1977)
- 1899 - Louis Trolle Hjelmslev, linguista e glottologo danese († 1965)
- 1899 - Rian James, sceneggiatore statunitense († 1953)
- 1899 - Wim Volkers, allenatore di calcio e calciatore olandese († 1990)
- 1900 - Varvara Mjasnikova, attrice sovietica († 1978)
- 1900 - Hans Nieland, funzionario tedesco († 1976)
- 1900 - Thomas Wolfe, scrittore e poeta statunitense († 1938)

## XX secolo(861)
- 1901 - Armando Gavagnin, giornalista e antifascista italiano († 1978)
- 1901 - Jean Grémillon, regista francese († 1959)
- 1901 - František Halas, poeta, scrittore e traduttore ceco († 1949)
- 1901 - François Le Lionnais, ingegnere, matematico e scrittore francese († 1984)
- 1901 - Marta Radici, pediatra italiana († 1978)
- 1902 - Renato Bartolozzi, calciatore italiano
- 1902 - Artur da Costa e Silva, generale e politico brasiliano († 1969)
- 1903 - William Berke, regista, produttore cinematografico e sceneggiatore statunitense († 1958)
- 1903 - Sigurd Eek, calciatore norvegese († 1977)
- 1903 - Wim Tap, calciatore olandese († 1979)
- 1904 - Pier Niccolò Berardi, architetto italiano († 1989)
- 1904 - Fillìa, poeta e pittore italiano († 1936)
- 1904 - Nils Johansson, hockeista su ghiaccio svedese († 1936)
- 1904 - Charles J. Pedersen, chimico statunitense († 1989)
- 1904 - Ernst-Günther Schenck, medico e militare tedesco († 1998)
- 1904 - Amedeo Trivisonno, pittore italiano († 1995)
- 1904 - Goffredo Zignani, militare italiano († 1943)
- 1905 - Vincenzo Coppo, calciatore italiano († 1960)
- 1905 - Taiko Hirabayashi, scrittrice giapponese († 1972)
- 1905 - Edmundo Piaggio, calciatore argentino († 1975)
- 1905 - Quinto Rosso, calciatore italiano († 1981)
- 1905 - Johannes Baptist Hubert Theunissen, arcivescovo cattolico olandese († 1979)
- 1905 - Fuller Warren, politico statunitense († 1973)
- 1907 - Alfredo Marchionneschi, calciatore italiano († 1981)
- 1907 - Oliver Trinder, schermidore britannico († 1981)
- 1908 - Johnny Burke, paroliere statunitense († 1964)
- 1908 - Ignacio Matte Blanco, psichiatra e psicoanalista cileno († 1995)
- 1908 - Aníbal Muñoz Duque, cardinale e arcivescovo cattolico colombiano († 1987)
- 1908 - Melvin Spencer Newman, chimico statunitense († 1993)
- 1909 - Pierina Borsani, cestista, discobola e giavellottista italiana († 1960)
- 1909 - Giovanni Felini, calciatore italiano
- 1909 - Thomas Nantha, vescovo cattolico laotiano († 1984)
- 1909 - Cipriano Vagaggini, monaco cristiano e teologo italiano († 1999)
- 1910 - Giuseppe Borrelli, politico italiano († 1968)
- 1910 - Luciano Bottazzi, calciatore italiano
- 1910 - Miquel Crusafont i Pairó, paleontologo spagnolo († 1983)
- 1910 - William D'Amico, bobbista statunitense († 1984)
- 1910 - Antoine Dignef, ciclista su strada belga († 1991)
- 1910 - Jaime García, cavaliere spagnolo († 1959)
- 1910 - Marcello Pellarin, allenatore di calcio e calciatore italiano († 1980)
- 1911 - Ljubiša Broćić, allenatore di calcio jugoslavo († 1995)
- 1911 - Rino Ferrari, pittore, illustratore e scultore italiano († 1986)
- 1911 - Michael Hordern, attore britannico († 1995)
- 1911 - Edgar Sanabria, politico venezuelano († 1989)
- 1911 - Maria de las Mercedes di Baviera, nobile spagnola († 1953)
- 1912 - Erland Erlandsen, attore tedesco († 2003)
- 1912 - Giuliano Nostini, schermidore italiano († 1983)
- 1912 - Otello Pighin, ingegnere e partigiano italiano († 1945)
- 1913 - Anastasio Alberto Ballestrero, cardinale e arcivescovo cattolico italiano († 1998)
- 1913 - Leonard Piontek, calciatore polacco († 1967)
- 1913 - Aale Tynni, poetessa e traduttrice finlandese († 1997)
- 1914 - Vaclavs Borduško, calciatore lettone († 1999)
- 1914 - Giuseppe Cocconi, fisico italiano († 2008)
- 1914 - Andreas Hinterstoisser, alpinista tedesco († 1936)
- 1914 - Paul Hänni, velocista svizzero († 1996)
- 1914 - Gitt Magrini, costumista italiana († 1977)
- 1914 - Lê Trọng Tấn, generale e politico vietnamita († 1986)
- 1915 - Ray Stark, produttore cinematografico statunitense († 2004)
- 1915 - Mario Volpato, matematico italiano († 2000)
- 1916 - María de los Ángeles Alvariño González, biologa e oceanografa spagnola († 2005)
- 1916 - Patrick Castagne, musicista e compositore trinidadiano († 2000)
- 1916 - James Herriot, scrittore e veterinario britannico († 1995)
- 1916 - Walther Jørgensen, compositore di scacchi danese († 1989)
- 1916 - Loris Zanchi, attore italiano († 1989)
- 1917 - Eddie Carr, allenatore di calcio e calciatore inglese († 1998)
- 1917 - Nicola Iuppariello, pittore italiano († 1997)
- 1917 - Odd Lundberg, pattinatore di velocità su ghiaccio norvegese († 1983)
- 1917 - Duggie Reid, calciatore scozzese († 2002)
- 1918 - Emanuele Brenna, marinaio italiano († 1943)
- 1918 - Pedro Lazaga, regista e sceneggiatore spagnolo († 1979)
- 1918 - Marcelino Massana, guerrigliero e anarchico spagnolo († 1981)
- 1919 - James M. Buchanan, economista statunitense († 2013)
- 1919 - Jean Lefebvre, attore francese († 2004)
- 1919 - John Mandic, cestista statunitense († 2003)
- 1919 - Kazimierz Piechowski, ingegnere polacco († 2017)
- 1919 - José Hermano Saraiva, scrittore, storico e avvocato portoghese († 2012)
- 1920 - Bill Davis, cestista statunitense († 1975)
- 1920 - Marcello De Salvia, ufficiale e aviatore italiano († 1941)
- 1920 - Philippa Ruth Foot, filosofa inglese († 2010)
- 1920 - Silvio Mello Grand, politico italiano († 2002)
- 1921 - Wanda Canna, partigiana e antifascista italiana († 2020)
- 1921 - Gedong Bagus Oka, filosofa indonesiana († 2002)
- 1921 - Renato Miglioli, calciatore e allenatore di calcio italiano († 2007)
- 1921 - Michele Provinciali, designer italiano († 2009)
- 1921 - Franco Servello, politico italiano († 2014)
- 1921 - Tesourinha, calciatore brasiliano († 1979)
- 1922 - John Craxton, pittore britannico († 2009)
- 1922 - Lubomír Doležel, critico letterario, filologo e slavista ceco († 2017)
- 1922 - Don Hoefler, giornalista statunitense († 1986)
- 1922 - Raffaele La Capria, scrittore, sceneggiatore e traduttore italiano († 2022)
- 1922 - Marcel Salva, calciatore francese († 2005)
- 1923 - Josef Ezr, cestista e allenatore di pallacanestro cecoslovacco († 2013)
- 1923 - Robert Fitzgerald, pattinatore di velocità su ghiaccio statunitense († 2005)
- 1923 - Marie Toomey, tennista australiana († 2014)
- 1924 - Franco Cristaldi, sceneggiatore e produttore cinematografico italiano († 1992)
- 1924 - Frank Dancewicz, giocatore di football americano statunitense († 1985)
- 1924 - Stefano Jacomuzzi, scrittore e critico letterario italiano († 1996)
- 1924 - Harvey Kurtzman, fumettista statunitense († 1993)
- 1924 - Knut Sørensen, calciatore norvegese († 2009)
- 1924 - Arkadij Vorob'ëv, sollevatore e saggista sovietico († 2012)
- 1925 - Reidar Dørum, calciatore norvegese († 2014)
- 1925 - Marco Forti, critico letterario e curatore editoriale italiano († 2019)
- 1925 - Bruno Gerzelli, calciatore italiano († 1982)
- 1925 - Simone Segouin, partigiana francese († 2023)
- 1925 - Ben Sherman, stilista britannico († 1987)
- 1925 - Gore Vidal, scrittore, saggista e sceneggiatore statunitense († 2012)
- 1926 - Firouz Pojhan, sollevatore iraniano († 1996)
- 1926 - Carlo Riccardi, fotografo, fotoreporter e pittore italiano († 2022)
- 1926 - Matty Simmons, produttore cinematografico e editore statunitense († 2020)
- 1927 - Gabriele Adani, presbitero, giornalista e saggista italiano († 1993)
- 1927 - Kenojuak Ashevak, artista canadese († 2013)
- 1927 - Nancy Dupree, storica e archeologa statunitense († 2017)
- 1927 - Luigi Kuveiller, direttore della fotografia italiano († 2013)
- 1927 - Michele Protano, politico italiano († 2007)
- 1927 - Pietro Sessa, canottiere italiano († 1993)
- 1927 - Igor' Talankin, regista e sceneggiatore russo († 2010)
- 1928 - Gianni Fucci, poeta italiano († 2019)
- 1928 - Bernard Galler, matematico e informatico statunitense († 2006)
- 1928 - Carme Guasch i Darné, poetessa spagnola († 1998)
- 1928 - Christian d'Oriola, schermidore francese († 2007)
- 1928 - Vito Pallabazzer, linguista e glottologo italiano († 2009)
- 1928 - Shridath Ramphal, politico e diplomatico guyanese († 2024)
- 1928 - Alvin Toffler, sociologo statunitense († 2016)
- 1928 - Kåre Willoch, politico norvegese († 2021)
- 1929 - Licinio Contu, medico e genetista italiano († 2025)
- 1929 - Aldo Maina, politico italiano († 1973)
- 1929 - Ettore Mannucci, calciatore e allenatore di calcio italiano († 1993)
- 1929 - Bert Stern, fotografo e regista statunitense († 2013)
- 1930 - Renzo Barbieri, scrittore, sceneggiatore e editore italiano († 2007)
- 1930 - Jim Browne, cestista statunitense († 2003)
- 1930 - Wladimiro Calarese, schermidore italiano († 2005)
- 1930 - David Mayer Epstein, compositore, direttore d'orchestra e musicologo statunitense († 2002)
- 1930 - Augusto Gutiérrez, ex schermidore venezuelano
- 1930 - Ming Cho Lee, scenografo cinese († 2020)
- 1931 - Eugenio Corecco, vescovo cattolico svizzero († 1995)
- 1931 - Jiří Feureisl, calciatore cecoslovacco († 2021)
- 1931 - Glenn Hall, ex hockeista su ghiaccio canadese
- 1931 - Antonio Lepschy, ingegnere italiano († 2005)
- 1931 - Ray Nelson, autore di fantascienza statunitense († 2022)
- 1931 - Denise Scott Brown, architetta statunitense
- 1931 - Carlo Villa, poeta, scrittore e saggista italiano
- 1932 - Mircea Drăgan, regista e sceneggiatore rumeno († 2017)
- 1932 - Wolfgang Großstück, calciatore tedesco orientale († 2011)
- 1932 - Giuseppe Mangiapane, politico italiano († 2021)
- 1932 - Paolo Prodi, storico e politico italiano († 2016)
- 1932 - Cassandra Rios, scrittrice brasiliana († 2002)
- 1932 - Arnold Short, cestista statunitense († 2014)
- 1932 - Anita Sol, cantante italiana
- 1933 - Neale Fraser, tennista australiano († 2024)
- 1933 - Elio Grappone, allenatore di calcio e ex calciatore italiano
- 1933 - Manuel Lozoya Cigarroa, scrittore messicano († 2012)
- 1933 - Abdon Pamich, ex marciatore italiano
- 1933 - Wolfgang M. Schmidt, matematico austriaco
- 1934 - Vincenzo Cecchini, pittore italiano
- 1934 - Jørgen Haugen Sørensen, artista danese († 2021)
- 1934 - Pierre Hohenberg, fisico francese († 2017)
- 1934 - René Pavard, ciclista su strada francese († 2012)
- 1934 - Vittorio Saltini, filosofo e scrittore italiano († 2024)
- 1934 - Rodolfo Martín Villa, politico spagnolo
- 1935 - Fabrizio Casadio, conduttore radiofonico, conduttore televisivo e ingegnere italiano († 2015)
- 1935 - Charles Duke, ex astronauta statunitense
- 1935 - Armen Borisovič Džigarchanjan, attore russo († 2020)
- 1935 - Madlyn Rhue, attrice statunitense († 2003)
- 1936 - Arthur De Cabooter, ciclista su strada e pistard belga († 2012)
- 1936 - Viktor Kanevs'kyj, calciatore e allenatore di calcio sovietico († 2018)
- 1936 - ʿAmr Mūsā, diplomatico e politico egiziano
- 1936 - Steve Reich, compositore statunitense
- 1937 - Claude Arabo, schermidore francese († 2013)
- 1937 - Boldizsár Csíky, compositore rumeno
- 1937 - Robert Goldsborough, scrittore statunitense
- 1937 - Jurij Kušnerёv, regista, attore e produttore cinematografico sovietico († 2019)
- 1937 - John MacLeod, allenatore di pallacanestro statunitense († 2019)
- 1937 - Vincenzo Sorice, politico italiano
- 1938 - Eddie Cochran, cantante e compositore statunitense († 1960)
- 1938 - Tereza Kesovija, cantante croata
- 1938 - Pedro Pablo Kuczynski, politico e economista peruviano
- 1938 - Alessandro Mazzinghi, pugile, scrittore e cantante italiano († 2020)
- 1938 - Dave Obey, politico statunitense
- 1938 - Lorenzo Riva, stilista italiano († 2023)
- 1938 - Saviana Scalfi, attrice e regista teatrale italiana († 2020)
- 1938 - Maria Sole, cantautrice, attrice e scrittrice italiana
- 1939 - Bob Armstrong, wrestler statunitense († 2020)
- 1939 - Renate Freund, poetessa e scrittrice tedesca
- 1939 - František Radkovský, vescovo cattolico ceco
- 1939 - Göran Sonnevi, poeta e traduttore svedese
- 1939 - Velibor Vasović, calciatore e allenatore di calcio jugoslavo († 2002)
- 1940 - Walter Álvarez, geologo e archeologo statunitense
- 1940 - Nacha Guevara, cantante e attrice argentina
- 1940 - Raimo Manninen, sciatore alpino e allenatore di sci alpino finlandese († 2009)
- 1940 - Rolando Rigoli, ex schermidore italiano
- 1940 - Michael Troy, nuotatore statunitense († 2019)
- 1941 - Andrea de Adamich, ex pilota automobilistico, telecronista sportivo e giornalista italiano
- 1941 - Chubby Checker, cantautore statunitense
- 1941 - Sergio Forconi, attore italiano
- 1941 - Robert Keohane, politologo statunitense
- 1941 - Bill Newton Dunn, politico britannico
- 1941 - Ruggero Raimondi, basso-baritono e attore cinematografico italiano
- 1941 - Hans Zdražila, ex sollevatore cecoslovacco
- 1941 - Alfonso Cristiano di Borbone-Spagna, nobile († 1956)
- 1942 - Frédéric Manns, francescano, presbitero e biblista francese († 2021)
- 1942 - Roberto Perfumo, calciatore, allenatore di calcio e giornalista argentino († 2016)
- 1942 - Alan Rachins, attore statunitense († 2024)
- 1942 - Steve Susskind, attore statunitense († 2005)
- 1943 - Jeff Bingaman, politico e avvocato statunitense
- 1943 - Leonel Hernández, ex calciatore costaricano
- 1943 - Sam Nusum, ex calciatore bermudiano
- 1943 - Cornelia Sharpe, attrice e ex modella statunitense
- 1943 - Roberto Toscano, diplomatico e scrittore italiano
- 1943 - Yohji Yamamoto, stilista giapponese
- 1944 - Fedor Bartko, regista slovacco
- 1944 - Katharine Kerr, scrittrice statunitense
- 1944 - Pierre Deligne, matematico belga
- 1944 - Daniele Fagarazzi, fumettista italiano († 2019)
- 1944 - Frances Daly Fergusson, storica dell'arte statunitense
- 1944 - Paolo Maria Napolitano, giurista e magistrato italiano († 2016)
- 1944 - Diego Reggente, doppiatore e attore italiano († 2023)
- 1944 - Bob Riley, politico statunitense
- 1944 - Salvatore Spoto, giornalista e scrittore italiano
- 1944 - Meir Sternberg, critico letterario e biblista israeliano
- 1945 - Tony Brown, ex calciatore inglese
- 1945 - Jean-Jacques Kantorow, violinista e direttore d'orchestra francese
- 1945 - Vito Melito, ultramaratoneta e maratoneta italiano († 2019)
- 1945 - Viktor Saneev, triplista sovietico († 2022)
- 1945 - Udo Thomer, attore tedesco († 2006)
- 1946 - P. P. Arnold, cantante statunitense
- 1946 - Mike Clark, batterista statunitense
- 1946 - William Hall Jr., attore statunitense († 2025)
- 1946 - Richie Morgan, allenatore di calcio e ex calciatore gallese
- 1946 - Volodymyr Rybak, politico ucraino
- 1946 - Sigmar Solbach, attore e doppiatore tedesco
- 1947 - John Perry Barlow, poeta, saggista e attivista statunitense († 2018)
- 1947 - Nicolò Cannella, carabiniere italiano († 1968)
- 1947 - Giovanni Crema, politico italiano
- 1947 - John Jansen, produttore discografico statunitense
- 1947 - Józef Klose, ex calciatore polacco
- 1947 - Hopeton Lewis, cantante, arrangiatore e disc jockey giamaicano († 2014)
- 1947 - William Peel, III conte Peel, politico e imprenditore inglese
- 1947 - Janne Lucas, cantautore e pianista svedese
- 1947 - Michele Profeta, serial killer italiano († 2004)
- 1947 - Mineo Yoshikawa, ex cestista giapponese
- 1947 - Rajko Đurić, scrittore, poeta e politico serbo († 2020)
- 1948 - Giuliano Castoldi, allenatore di calcio e ex calciatore italiano
- 1948 - Chuck Cissel, attore, cantante e ballerino statunitense
- 1948 - Vic Halom, ex calciatore e allenatore di calcio inglese
- 1948 - Ian MacDonald, critico musicale, paroliere e produttore discografico britannico († 2003)
- 1948 - Eddie Mast, cestista e allenatore di pallacanestro statunitense († 1994)
- 1948 - Allyson Schwartz, politica statunitense
- 1948 - John Vallely, ex cestista statunitense
- 1948 - Francis Vassallo, economista, dirigente d'azienda e religioso maltese
- 1948 - Ziemowit Wojciechowski, ex schermidore polacco
- 1949 - Tom Abatemarco, allenatore di pallacanestro statunitense
- 1949 - Luca Biagini, attore e doppiatore italiano
- 1949 - Lindsey Buckingham, chitarrista, cantante e produttore discografico statunitense
- 1949 - J. P. Dutta, regista, produttore cinematografico e sceneggiatore indiano
- 1949 - Ted Nicolaou, regista, sceneggiatore e montatore statunitense
- 1949 - Svika Pick, cantante, compositore e pianista israeliano († 2022)
- 1949 - Zé Ramalho, cantante, compositore e chitarrista brasiliano
- 1949 - Aleksandr Rogožkin, regista russo († 2021)
- 1949 - Stefano Rulli, sceneggiatore e regista italiano
- 1949 - Stefan Stajkov, ex calciatore bulgaro
- 1950 - John Curulewski, insegnante, educatore e musicista statunitense († 1988)
- 1950 - Pamela Hensley, attrice statunitense
- 1950 - Luděk Macela, allenatore di calcio e calciatore cecoslovacco († 2016)
- 1950 - Phyllis Nelson, cantante statunitense († 1998)
- 1950 - Katarína Ráczová, ex schermitrice cecoslovacca
- 1950 - Gunter Sekora, ex calciatore tedesco orientale
- 1951 - Hans Bongartz, allenatore di calcio e ex calciatore tedesco
- 1951 - Clive Charles, allenatore di calcio e calciatore inglese († 2003)
- 1951 - Bernard Cooper, romanziere e scrittore statunitense
- 1951 - Jack Harris, cantante inglese
- 1951 - Blaž Kavčič, politico e economista sloveno
- 1951 - Roberta Mazzoni, sceneggiatrice, regista e scrittrice italiana
- 1951 - Keb' Mo', cantautore e musicista statunitense
- 1951 - Kathryn Sullivan, ex astronauta statunitense
- 1951 - István Tóth, ex lottatore ungherese
- 1951 - Dave Winfield, ex giocatore di baseball statunitense
- 1951 - Angelo De Polo, ex bobbista italiano
- 1952 - Bruce Arians, dirigente sportivo e allenatore di football americano statunitense
- 1952 - Bernard Boissier, ex calciatore francese
- 1952 - Luís Alberto da Silva Lemos, allenatore di calcio e calciatore brasiliano († 2019)
- 1952 - Alain Desaever, ciclista su strada e pistard belga († 2014)
- 1952 - Rosario Livatino, magistrato italiano († 1990)
- 1952 - Natalia Mărășescu, ex mezzofondista rumena
- 1952 - Steve Tracy, attore statunitense († 1986)
- 1952 - Mark Wilkinson, disegnatore britannico
- 1953 - Karen Bass, politica statunitense
- 1953 - Giacomo Chiappori, politico italiano
- 1953 - Ramón Fernández, ex cestista filippino
- 1953 - Arcadio Spinozzi, ex calciatore e allenatore di calcio italiano
- 1953 - Bohumil Starnovský, ex pentatleta cecoslovacco
- 1953 - Géjza Valent, discobolo cecoslovacco († 2024)
- 1954 - Francisco Moreno Barrón, arcivescovo cattolico messicano
- 1954 - Daniel Dantas, imprenditore e banchiere brasiliano
- 1954 - Dennis Eckersley, ex giocatore di baseball statunitense
- 1954 - Catriona MacColl, attrice britannica
- 1954 - Bruno Scelsi, ex ultramaratoneta e ex maratoneta francese
- 1954 - Al Sharpton, religioso, attivista e politico statunitense
- 1954 - Stevie Ray Vaughan, chitarrista, cantante e compositore statunitense († 1990)
- 1955 - Francis Xavier Vira Arpondratana, arcivescovo cattolico thailandese
- 1955 - Juani, allenatore di calcio e ex calciatore spagnolo
- 1955 - Francesco Guidolin, ex calciatore e allenatore di calcio italiano
- 1955 - Ged Keegan, ex calciatore inglese
- 1955 - MIQ, cantante giapponese
- 1955 - Maurizio Mansutti, politico italiano
- 1955 - Vladimiro Schettina, ex calciatore paraguaiano
- 1955 - Rudi Schreurs, ex calciatore e ex giocatore di calcio a 5 belga
- 1955 - José Daniel Valencia, ex calciatore argentino
- 1955 - Tommy Wiseau, regista, attore e sceneggiatore polacco
- 1955 - Alessandro Zagano, ex calciatore italiano
- 1956 - Hart Bochner, attore, regista e produttore cinematografico canadese
- 1956 - Aldis Berzins, allenatore di pallavolo e ex pallavolista statunitense
- 1956 - Toshiki Hirano, regista e animatore giapponese
- 1956 - Gilles de Kerchove, politico belga
- 1956 - Satoru Makimura, fumettista giapponese
- 1956 - Stefan Mutter, ex ciclista su strada e pistard svizzero
- 1956 - Eiji Oue, direttore d'orchestra giapponese
- 1956 - Sylvia Sweeney, ex cestista canadese
- 1957 - Catia Bastioli, chimica e dirigente d'azienda italiana
- 1957 - Roberto Azevêdo, diplomatico brasiliano
- 1957 - Adolfo Horta, pugile cubano († 2016)
- 1957 - Roderic Noble, attore inglese
- 1958 - Saverio Cannistrà, arcivescovo cattolico e teologo italiano
- 1958 - Margot Foster, ex canottiera australiana
- 1958 - Mike Gandolfo, ex tennista statunitense
- 1958 - Harvey Knuckles, ex cestista e allenatore di pallacanestro statunitense
- 1958 - Chicho Sibilio, cestista e allenatore di pallacanestro dominicano († 2019)
- 1958 - Peter Tscherkassky, regista austriaco
- 1958 - Kirk Watson, politico e avvocato statunitense
- 1958 - Rich Yonakor, cestista statunitense († 2022)
- 1959 - Alessandra Costanzo, attrice italiana
- 1959 - Fred Couples, golfista statunitense
- 1959 - Paolo Fantazzini, giocatore di football americano italiano († 2010)
- 1959 - Geir Holte, ex fondista norvegese
- 1959 - Cornelia Linse, ex canottiera tedesca
- 1959 - Maurizio Lupi, politico italiano
- 1959 - Luis Alberto Mosquera, ex calciatore cileno
- 1959 - Greg Proops, attore e doppiatore statunitense
- 1959 - Carmen Russo, showgirl, ballerina e personaggio televisivo italiana
- 1959 - Frank Stephenson, designer statunitense
- 1959 - Randy Taguchi, scrittrice giapponese
- 1959 - Jack Wagner, attore e cantante statunitense
- 1959 - Martina Willing, atleta paralimpica, fondista e biatleta tedesca
- 1960 - Franco Baldini, dirigente sportivo e ex calciatore italiano
- 1960 - Mladen Bogdanović, calciatore jugoslavo († 2003)
- 1960 - Cinzia De Ponti, ex modella, conduttrice televisiva e attrice italiana
- 1960 - Elizabeth Little, ex tennista australiana
- 1960 - Marco Mancini, ex militare e ex agente segreto italiano
- 1961 - Vittorio Colao, dirigente d'azienda e politico italiano
- 1961 - Ginés Ramón García Beltrán, vescovo cattolico spagnolo
- 1961 - Marcus Giamatti, attore statunitense
- 1961 - Tommy Karls, ex canoista svedese
- 1961 - Giancarlo Marinelli, filosofo e saggista italiano
- 1961 - Michael Phelps, ex cestista statunitense
- 1961 - Mario Primorac, ex cestista e allenatore di pallacanestro bosniaco
- 1961 - Ludger Stühlmeyer, cantore, musicologo e compositore tedesco
- 1961 - Peter Thibeaux, ex cestista statunitense
- 1961 - Karin Thomas, ex fondista svizzera
- 1962 - Marco Forieri, musicista e editore musicale italiano
- 1962 - Juraj Jarábek, allenatore di calcio e ex calciatore slovacco
- 1962 - Kim Ki-taik, ex tennistavolista sudcoreano
- 1962 - Tommy Lee, batterista e musicista statunitense
- 1962 - Cándida Montilla Espinal, psicologa dominicana
- 1962 - Vittorio Remino, bassista italiano
- 1962 - Simon Scarrow, scrittore britannico
- 1962 - Frédéric Schoendoerffer, regista, sceneggiatore e produttore cinematografico francese
- 1962 - Franz Schuler, biatleta e fondista austriaco
- 1962 - Lars Windfeld, dirigente sportivo e ex calciatore danese
- 1963 - Néstor Craviotto, allenatore di calcio e ex calciatore argentino
- 1963 - Luca Dalmonte, allenatore di pallacanestro italiano
- 1963 - Duan Ju, ex calciatore cinese
- 1963 - Dan Goldie, ex tennista statunitense
- 1963 - Naum Kove, ex calciatore albanese
- 1963 - Rahym Kurbanmämmedow, allenatore di calcio e ex calciatore turkmeno
- 1963 - Marion Peck, pittrice statunitense
- 1963 - Taffy, cantante, showgirl e ex modella britannica
- 1963 - Detlef Schößler, allenatore di calcio e ex calciatore tedesco orientale
- 1963 - Ye Rongguang, scacchista cinese
- 1964 - Jean-Marc Bosman, ex calciatore belga
- 1964 - Ramón Alfredo Escobar, ex calciatore paraguaiano
- 1964 - Jostein Flo, dirigente sportivo e ex calciatore norvegese
- 1964 - Bård Flovik, allenatore di calcio e ex calciatore norvegese
- 1964 - Lim Kye-sook, ex hockeista su prato sudcoreano
- 1964 - Clive Owen, attore britannico
- 1964 - Riku Sanjo, fumettista e sceneggiatore giapponese
- 1964 - Carin C. Tietze, attrice e doppiatrice statunitense
- 1964 - David Zwirner, gallerista, mercante d'arte e filantropo tedesco
- 1965 - Francesco Biava, politico italiano
- 1965 - Hüsnü Çakırgil, ex cestista turco
- 1965 - Adriana Calcanhotto, cantante e compositrice brasiliana
- 1965 - Davide Demichelis, giornalista e conduttore televisivo italiano
- 1965 - Brian Harvey, atleta paralimpico australiano
- 1965 - Cedric Henderson, cestista statunitense († 2023)
- 1965 - Rachel Maclean, politica britannica
- 1965 - Carmelo Mancuso, allenatore di calcio e ex calciatore italiano
- 1965 - Carlos Montes, cestista spagnolo († 2014)
- 1965 - Graziella Trampus, ex cestista italiana
- 1965 - Annemarie Verstappen, ex nuotatrice olandese
- 1965 - Jan-Ove Waldner, ex tennistavolista svedese
- 1966 - Anthony Fallah Borwah, vescovo cattolico liberiano
- 1966 - Damiano Ficoneri, giornalista italiano
- 1966 - Frank Hannon, chitarrista e compositore statunitense
- 1966 - Hashem Hidari, ex calciatore e ex giocatore di calcio a 5 iraniano
- 1966 - Maso Notarianni, giornalista e fotoreporter italiano
- 1966 - Majid Saleh, ex calciatore e ex giocatore di calcio a 5 iraniano
- 1966 - Christof Schwaller, giocatore di curling svizzero
- 1966 - Tomer Steinhauer, ex cestista israeliano
- 1967 - Ghazi el-Boustani, ex cestista libanese
- 1967 - Tiffany Chin, ex pattinatrice artistica su ghiaccio statunitense
- 1967 - Roxana Cârstea, ex cestista rumena
- 1967 - Eriq Ebouaney, attore francese
- 1967 - Rob Liefeld, fumettista e curatore editoriale statunitense
- 1967 - Takumi Shima, ex calciatore giapponese
- 1967 - Jay Taylor, cestista statunitense († 1998)
- 1967 - Lynda Tolbert-Goode, ex ostacolista statunitense
- 1967 - Maura Viceconte, maratoneta e mezzofondista italiana († 2019)
- 1967 - Denis Villeneuve, regista, sceneggiatore e produttore cinematografico canadese
- 1968 - Nadia Calviño, economista e politica spagnola
- 1968 - Elisabetta Ferracini, conduttrice televisiva italiana
- 1968 - Greg Foster, ex cestista e allenatore di pallacanestro statunitense
- 1968 - Helmut Gabriel, ex calciatore tedesco
- 1968 - Craig Goldman, politico statunitense
- 1968 - Gary Owers, allenatore di calcio e ex calciatore inglese
- 1968 - Marko Rajamäki, allenatore di calcio e ex calciatore finlandese
- 1968 - Ruth Roberta de Souza, cestista brasiliana († 2021)
- 1968 - Giorgia Seren Gay, attrice teatrale e doppiatrice italiana († 2019)
- 1968 - Peter Terrin, scrittore belga
- 1968 - Janeene Vickers, ex ostacolista statunitense
- 1968 - Nik Zupančič, allenatore di hockey su ghiaccio e ex hockeista su ghiaccio sloveno
- 1968 - Karien van Gennip, politica olandese
- 1969 - Vincent Cuvellier, scrittore francese
- 1969 - Koffi Fiawoo, ex calciatore togolese
- 1969 - Trine Skei Grande, politica norvegese
- 1969 - Vicki Hall, ex cestista e allenatrice di pallacanestro statunitense
- 1969 - Garry Herbert, ex canottiere britannico
- 1969 - Liu Daqing, ex cestista cinese
- 1969 - Janel Moloney, attrice statunitense
- 1969 - Tetsuya Ogawa, bassista giapponese
- 1969 - Max Papis, pilota automobilistico italiano
- 1969 - Luca Ribuoli, regista italiano
- 1969 - Gwen Stefani, cantautrice, personaggio televisivo e stilista statunitense
- 1969 - Carl Thomas, ex cestista e allenatore di pallacanestro statunitense
- 1969 - Charles Thomas, ex cestista e allenatore di pallacanestro statunitense
- 1969 - Jennifer Todd, produttrice cinematografica statunitense
- 1969 - Alessandro Zampedri, pilota automobilistico italiano
- 1970 - Azam Ali, cantante iraniana
- 1970 - Iris Dinerman, ex cestista israeliana
- 1970 - Nikos Kōstenoglou, allenatore di calcio e ex calciatore greco
- 1970 - Anne Kukkohovi, conduttrice televisiva e modella finlandese
- 1970 - Frank Major, attore pornografico ungherese
- 1970 - Kirsten Nelson, attrice statunitense
- 1970 - Tullio Patassini, politico italiano
- 1970 - Ronnie Sundin, ex hockeista su ghiaccio svedese
- 1971 - Pierluigi Balducci, bassista italiano
- 1971 - Vanda Baranović, ex cestista croata
- 1971 - Francesco Bennici, ex mezzofondista e maratoneta italiano
- 1971 - Tom Brier, pianista e compositore statunitense
- 1971 - Sean Duffy, politico, avvocato e personaggio televisivo statunitense
- 1971 - Markus Hasler, ex fondista liechtensteinese
- 1971 - Kiran Klaus Patel, storico tedesco
- 1971 - Peng Weiguo, allenatore di calcio e ex calciatore cinese
- 1971 - Kevin Richardson, cantautore, musicista e attore statunitense
- 1971 - Black Thought, rapper e attore statunitense
- 1971 - Diego Tur, ex calciatore danese
- 1972 - Eli Cohen, politico israeliano
- 1972 - Sara Felloni, ex ciclista su strada e pistard italiana
- 1972 - Leonardo Grimani, politico italiano
- 1972 - Yasmine Kassari, sceneggiatrice e regista marocchina
- 1972 - Stéphane Lièvre, allenatore di calcio, dirigente sportivo e ex calciatore francese
- 1972 - Michael Nylander, ex hockeista su ghiaccio e allenatore di hockey su ghiaccio svedese
- 1972 - Martin Stenmarck, cantante, attore e doppiatore svedese
- 1972 - Lajon Witherspoon, cantante statunitense
- 1973 - Keiko Agena, attrice statunitense
- 1973 - Antonius Ariantho, ex giocatore di badminton indonesiano
- 1973 - Hedy Burress, attrice e doppiatrice statunitense
- 1973 - Neve Campbell, attrice, ballerina e produttrice cinematografica canadese
- 1973 - Ingrid Chauvin, attrice francese
- 1973 - Vitālijs Dolgopolovs, ex calciatore lettone
- 1973 - Angélica Gavaldón, ex tennista messicana
- 1973 - Lena Headey, attrice britannica
- 1973 - Antti Laaksonen, ex hockeista su ghiaccio finlandese
- 1973 - Rodrigo Lemos, ex calciatore uruguaiano
- 1973 - Ricardo Mayorga, pugile e ex artista marziale misto nicaraguense
- 1973 - Kari Rueslåtten, cantante norvegese
- 1973 - Frøya, cantante norvegese
- 1973 - Gianluca Vacca, politico italiano
- 1973 - Ljubomir Vranjes, dirigente sportivo, ex pallamanista e allenatore di pallamano svedese
- 1973 - Zhang Jue, ex cestista cinese
- 1973 - Bruno Mauro, ex calciatore portoghese
- 1974 - Braeden Cloutier, allenatore di calcio e ex calciatore statunitense
- 1974 - DJ Flash, disc jockey italiano
- 1974 - Anthony Perrot, canottiere francese
- 1974 - Marianne Timmer, ex pattinatrice di velocità su ghiaccio olandese
- 1975 - Maura Delpero, regista e sceneggiatrice italiana
- 1975 - Greig Fraser, direttore della fotografia australiano
- 1975 - Ulises Gamboa, ex rugbista a 15 e allenatore di rugby a 15 argentino
- 1975 - Phil Greening, ex rugbista a 15 e allenatore di rugby britannico
- 1975 - India.Arie, cantautrice, musicista e polistrumentista statunitense
- 1975 - Maggie Lloyd Williams, attrice zimbabwese
- 1975 - Adonay Martínez, ex calciatore salvadoregno
- 1975 - Taccjana Stukalava, ex sollevatrice bielorussa
- 1975 - Talib Kweli, rapper statunitense
- 1975 - Alanna Ubach, attrice statunitense
- 1976 - Diego Camacho, ex calciatore spagnolo
- 1976 - Fabrizio Casati, conduttore televisivo e giornalista svizzero
- 1976 - Raffaele Ferrara, ex ciclista su strada italiano
- 1976 - Herman Li, chitarrista hongkonghese
- 1976 - Flávio Meireles, dirigente sportivo, allenatore di calcio e ex calciatore portoghese
- 1976 - Seann William Scott, attore statunitense
- 1976 - Denys Sylant'jev, ex nuotatore ucraino
- 1976 - Nii Welbeck, calciatore ghanese († 2014)
- 1976 - Gabriela de la Garza, attrice messicana
- 1977 - Danny Basham, ex wrestler statunitense
- 1977 - Marco Fritz, arbitro di calcio tedesco
- 1977 - Meftah Ghazalla, ex calciatore libico
- 1977 - Hassan Johnson, attore statunitense
- 1977 - Isaiah Kacyvenski, ex giocatore di football americano statunitense
- 1977 - Rodrigo Meléndez, allenatore di calcio e ex calciatore cileno
- 1977 - Antoine Mercier, schermidore francese
- 1977 - Clemens Meyer, scrittore tedesco
- 1977 - Vladimir Nikolov, allenatore di pallavolo e ex pallavolista bulgaro
- 1977 - Luca Tognozzi, allenatore di calcio e ex calciatore italiano
- 1978 - Gerald Asamoah, ex calciatore ghanese
- 1978 - Neil Clement, ex calciatore inglese
- 1978 - Christian Coulson, attore britannico
- 1978 - Ruth Grützbauch, astronoma austriaca
- 1978 - Terezinha Guilhermina, atleta paralimpica brasiliana
- 1978 - Monique Jansen, ex discobola olandese
- 1978 - Claudio Pizarro, ex calciatore peruviano
- 1978 - Vicente Principiano, ex calciatore argentino
- 1978 - Ricardo Sérgio Rocha Azevedo, ex calciatore portoghese
- 1978 - Jake Shears, cantante statunitense
- 1978 - Shannyn Sossamon, attrice, musicista e ballerina statunitense
- 1978 - Vienna Teng, cantautrice e musicista statunitense
- 1979 - LaQuanda Barksdale, ex cestista statunitense
- 1979 - Claudia Bassols, attrice spagnola
- 1979 - Cleopatra Borel, pesista trinidadiana
- 1979 - Josh Klinghoffer, cantante, polistrumentista e produttore discografico statunitense
- 1979 - Li Meiju, pesista cinese
- 1979 - John Morrison, wrestler e attore statunitense
- 1979 - Niklas Natt och Dag, scrittore svedese
- 1979 - Roman Pacholjuk, ex calciatore ucraino
- 1979 - Dave Ragone, ex giocatore di football americano e allenatore di football americano statunitense
- 1979 - Federico Serra Mirás, rugbista a 15 e imprenditore argentino
- 1979 - Rodney So'oialo, rugbista a 15 neozelandese
- 1979 - Esther Staubli, arbitro di calcio e ex calciatrice svizzera
- 1979 - Aaron Xuereb, ex calciatore maltese
- 1979 - Antônio Carlos dos Santos, allenatore di calcio e ex calciatore brasiliano
- 1980 - Anquan Boldin, ex giocatore di football americano statunitense
- 1980 - Sheldon Brookbank, allenatore di hockey su ghiaccio e ex hockeista su ghiaccio canadese
- 1980 - Blagoje Ivović, ex pallanuotista montenegrino
- 1980 - Vitalij Kalešin, ex calciatore russo
- 1980 - Marcel Marcilloux, schermidore francese
- 1980 - Ian McLeod, ex ciclista su strada sudafricano
- 1980 - Kjetil Mørland, cantante norvegese
- 1980 - Danny O'Donoghue, cantautore irlandese
- 1980 - Rubén Ochandiano, attore spagnolo
- 1980 - Héctor Reynoso, ex calciatore messicano
- 1980 - Diego Salazar, sollevatore colombiano
- 1980 - Francesco Sini, pilota automobilistico italiano
- 1980 - Esteban Sirias, ex calciatore costaricano
- 1980 - Theron Smith, ex cestista statunitense
- 1980 - Larry Taylor, cestista statunitense
- 1980 - Ivan Turina, calciatore croato († 2013)
- 1980 - Petr Zábojník, ex calciatore ceco
- 1981 - Sylwia Bogacka, tiratrice a segno polacca
- 1981 - Christos Charalampous, ex calciatore cipriota
- 1981 - Danny Coid, ex calciatore inglese
- 1981 - Seth Gabel, attore statunitense
- 1981 - Sunnie Huang, cantante, attrice e conduttrice televisiva taiwanese
- 1981 - Zlatan Ibrahimović, dirigente sportivo e ex calciatore svedese
- 1981 - Andreas Isaksson, ex calciatore svedese
- 1981 - Giselle Itié, attrice brasiliana
- 1981 - Jonna Lee, cantautrice, musicista e produttrice discografica svedese
- 1981 - Anna Omarova, pesista russa
- 1981 - Orlando Ortega, cestista panamense
- 1981 - Eutychia Pappa-Papavasilopoulou, tuffatrice greca
- 1981 - Ronald Rauhe, canoista tedesco
- 1981 - Dzjanis Saščėka, ex calciatore bielorusso
- 1981 - Leïla Slimani, scrittrice e giornalista francese
- 1981 - Matt Sparrow, ex calciatore inglese
- 1981 - Vera Vitali, attrice svedese
- 1981 - Christopher Walker, ex cestista giamaicano
- 1981 - Amanda Walsh, attrice canadese
- 1981 - Yuhao Zhan, musicista, cantante e attore taiwanese
- 1982 - Ahmad Amiruddin, ex calciatore indonesiano
- 1982 - Gervais Batota, ex calciatore congolese (Repubblica del Congo)
- 1982 - Andrea Conti, pallavolista argentina
- 1982 - Erik von Detten, attore statunitense
- 1982 - Gao Yulan, canottiera cinese
- 1982 - Server Jeparov, ex calciatore uzbeko
- 1982 - Makoto Ojiro, fumettista e artista giapponese
- 1982 - Vincent Péricard, ex calciatore francese
- 1982 - Emma Pooley, ciclista su strada britannica
- 1982 - Graeme Smith, ex calciatore scozzese
- 1982 - Chris Thomas, ex cestista e allenatore di pallacanestro statunitense
- 1982 - Washed Out, musicista statunitense
- 1983 - Thiago Alves, artista marziale misto brasiliano
- 1983 - Nikola Ćesarević, ex calciatore serbo
- 1983 - Tyler Christopher, ex velocista canadese
- 1983 - Fred, ex calciatore brasiliano
- 1983 - Gábor Hatos, lottatore ungherese
- 1983 - Meghan Heffern, attrice canadese
- 1983 - Kim Jae-sung, ex calciatore sudcoreano
- 1983 - Naoya Kondō, ex calciatore giapponese
- 1983 - Yvonne Meusburger, ex tennista austriaca
- 1983 - Tor Erik Moen, ex calciatore norvegese
- 1983 - Dean Morgan, calciatore montserratiano
- 1983 - Carlos Ortiz, ex giocatore di calcio a 5 spagnolo
- 1983 - Andreas Papathanasiou, calciatore cipriota
- 1983 - Barbora Poláková, attrice e cantante ceca
- 1983 - Federico Sossi, rugbista a 15 italiano
- 1983 - José María Sánchez Martínez, arbitro di calcio spagnolo
- 1983 - Tessa Thompson, attrice, cantante e compositrice statunitense
- 1984 - Jarrod Bannister, giavellottista australiano († 2018)
- 1984 - Witold Bańka, politico, dirigente sportivo e ex velocista polacco
- 1984 - David Boo Wiklander, ex calciatore svedese
- 1984 - Giovanni Costantino, allenatore di calcio italiano
- 1984 - Rolan de la Cruz, ex calciatore colombiano
- 1984 - Daniel Sousa, allenatore di calcio portoghese
- 1984 - Bruno Gervais, ex hockeista su ghiaccio canadese
- 1984 - Meagan Holder, attrice statunitense
- 1984 - Žaneta Ilieva, ex ginnasta bulgara
- 1984 - Juan Insaurralde, calciatore argentino
- 1984 - Takanobu Komiyama, ex calciatore giapponese
- 1984 - Anthony Le Tallec, ex calciatore francese
- 1984 - Chris Marquette, attore statunitense
- 1984 - Gary Neal, ex cestista statunitense
- 1984 - Thabo Nthethe, allenatore di calcio e ex calciatore sudafricano
- 1984 - Jessica Parker Kennedy, attrice canadese
- 1984 - Marcos Pizzelli, ex calciatore brasiliano
- 1984 - Ashlee Simpson, cantautrice, attrice e personaggio televisivo statunitense
- 1984 - Miguel Ángel Rubiano, ciclista su strada colombiano
- 1984 - Tatsuya Yazawa, ex calciatore giapponese
- 1984 - Yoon Eun-hye, cantante e attrice sudcoreana
- 1984 - Fernando de Abreu, ex calciatore brasiliano
- 1985 - Tomoyuki Arata, ex calciatore giapponese
- 1985 - Jehu Chiapas, ex calciatore messicano
- 1985 - Tomáš Hučko, calciatore slovacco
- 1985 - JJ Jegede, ex lunghista britannico
- 1985 - Anna Krylova, ex triplista russa
- 1985 - Courtney Lee, ex cestista statunitense
- 1985 - Cuthbert Malajila, ex calciatore zimbabwese
- 1985 - Leyla McCalla, violoncellista statunitense
- 1985 - Stevan Milošević, ex cestista montenegrino
- 1985 - Urška Pintar, ciclista su strada slovena
- 1985 - Artëm Žmurko, ex fondista russo
- 1986 - Lanifa Camara, ex calciatore guineano
- 1986 - Papú, giocatore di calcio a 5 brasiliano
- 1986 - Patrice Feussi, ex calciatore camerunese
- 1986 - Dominic Hanselmann, ex giocatore di football americano tedesco
- 1986 - Adrian Mariappa, calciatore giamaicano
- 1986 - Jackson Martínez, ex calciatore e cantante colombiano
- 1986 - Adrián Martínez, ex giocatore di calcio a 5 spagnolo
- 1986 - Marcos Melgarejo, calciatore paraguaiano
- 1986 - Kyle Nelson, giocatore di football americano statunitense
- 1986 - Tamar Novas, attore spagnolo
- 1986 - Andy San Dimas, ex attrice pornografica statunitense
- 1986 - Joonas Suotamo, attore e ex cestista finlandese
- 1986 - Malakai Tiwa, calciatore figiano
- 1987 - Adnan Aganović, calciatore croato
- 1987 - Kaci Battaglia, cantautrice statunitense
- 1987 - Natalie Dew, attrice britannica
- 1987 - Milan Đurić, calciatore serbo
- 1987 - Danny Willett, golfista britannico
- 1987 - Robert Grabarz, ex altista britannico
- 1987 - Anna Holmlund, ex sciatrice freestyle svedese
- 1987 - Miloš Lepović, calciatore serbo
- 1987 - Joel Lynch, calciatore gallese
- 1987 - Dilek Öcalan, politica curda
- 1987 - Zuleyka Rivera, modella portoricana
- 1987 - Yassine Salhi, calciatore marocchino
- 1987 - Giulia Salvi, conduttrice radiofonica e personaggio televisivo italiana
- 1987 - Marco Vistalli, ex velocista italiano
- 1987 - Sergej Voronov, ex pattinatore artistico su ghiaccio russo
- 1988 - Maximiliano Arias, ex calciatore uruguaiano
- 1988 - Valeria Battisodo, cestista italiana
- 1988 - Mike Belfiore, ex giocatore di baseball statunitense
- 1988 - Emanuele Catania, lunghista italiano
- 1988 - Alex Dowsett, ex ciclista su strada e pistard britannico
- 1988 - Béatrice Edwige, pallamanista francese
- 1988 - Željko Filipović, ex calciatore sloveno
- 1988 - Dustin Gazley, hockeista su ghiaccio statunitense
- 1988 - Starley, cantante australiana
- 1988 - Josip Knežević, calciatore croato
- 1988 - Nizar Hamid Nassir, calciatore sudanese
- 1988 - Pak Nam-chol, calciatore nordcoreano
- 1988 - Sun Linlin, pattinatrice di short track cinese
- 1988 - Lóránd Szatmári, calciatore ungherese
- 1988 - Vander Vieira, calciatore brasiliano
- 1988 - Alicia Vikander, attrice svedese
- 1988 - Paul Young, calciatore vanuatuano
- 1989 - Johnthan Banks, giocatore di football americano statunitense
- 1989 - Santiago Barboza, calciatore uruguaiano
- 1989 - Francisco Cruz Saldívar, cestista messicano
- 1989 - Stefano De Martino, conduttore televisivo, ballerino e showman italiano
- 1989 - Desroy Findlay, calciatore anguillano
- 1989 - Giorgi Gabedava, calciatore georgiano
- 1989 - Alexandros Gounas, pallanuotista greco
- 1989 - Jānis Kaufmanis, cestista lettone
- 1989 - Iva Lažeta, calciatrice croata
- 1989 - Allison Mayfield, pallavolista e allenatrice di pallavolo statunitense
- 1989 - Cristian Muscalu, ex calciatore rumeno
- 1989 - Ada Reina, cantautrice italiana
- 1989 - Rúben Lima, calciatore portoghese
- 1989 - Miloš Vidović, calciatore serbo
- 1990 - Jamal Ben Saddik, kickboxer belga
- 1990 - Sander Henrique Bortolotto, calciatore brasiliano
- 1990 - Fran Cárdenas, cestista spagnolo
- 1990 - Ana-Maria Crnogorčević, calciatrice svizzera
- 1990 - Abdel El Moussaoui, giocatore di calcio a 5 e ex calciatore norvegese
- 1990 - Sebastian Griesbeck, calciatore tedesco
- 1990 - Elysée Kouadio, calciatore ivoriano
- 1990 - Johan Le Bon, ciclista su strada francese
- 1990 - Michele Morrone, attore italiano
- 1990 - Vincenzo Pasquino, mafioso e collaboratore di giustizia italiano
- 1990 - Tetjana Romanenko, ex calciatrice ucraina
- 1990 - Paula Sartor, attrice argentina
- 1990 - Dar'ja Škurichina, ginnasta russa
- 1990 - Laura Strati, lunghista italiana
- 1990 - Tuvana Türkay, attrice turca
- 1990 - Dino Štiglec, calciatore croato
- 1991 - ASAP Rocky, rapper, modello e produttore discografico statunitense
- 1991 - Augusto Barrios, calciatore cileno
- 1991 - Stefan Brennsteiner, sciatore alpino austriaco
- 1991 - A.J. Cann, giocatore di football americano statunitense
- 1991 - Kyle Collinsworth, cestista statunitense
- 1991 - Sean De Bie, ex ciclista su strada e ciclocrossista belga
- 1991 - Avtandil Ebralidze, calciatore georgiano
- 1991 - Lucas Farach, giocatore di calcio a 5 argentino
- 1991 - Cristiano Fusari, giocatore di calcio a 5 e ex calciatore italiano
- 1991 - Kenny Hilliard, ex giocatore di football americano statunitense
- 1991 - Derek Klena, attore e cantante statunitense
- 1991 - Kenny Lala, calciatore francese
- 1991 - Léo Morais, calciatore brasiliano
- 1991 - Ahmed Nabil, calciatore egiziano
- 1991 - Andrés Ricaurte, calciatore colombiano
- 1991 - Henri Schoeman, triatleta sudafricano
- 1991 - Lenzelle Smith, cestista statunitense
- 1991 - Will Sutton, ex giocatore di football americano statunitense
- 1991 - Ryan Watkins, cestista statunitense
- 1992 - Oriana Altuve, calciatrice venezuelana
- 1992 - Rob Kelley, giocatore di football americano statunitense
- 1992 - Lyna Khoudri, attrice algerina
- 1992 - Amor Layouni, calciatore svedese
- 1992 - Jesper Nelin, biatleta svedese
- 1992 - Matatia Paama, calciatore francese
- 1992 - Thibault Peyre, calciatore francese
- 1992 - Levi Randolph, cestista statunitense
- 1992 - Eric Rowe, giocatore di football americano statunitense
- 1992 - Dean Schneider, imprenditore svizzero
- 1992 - Billy Strings, musicista statunitense
- 1992 - Ibtissam Tiskat, cantante e attrice marocchina
- 1992 - Zhang Yiwei, snowboarder cinese
- 1993 - Fidan Aliti, calciatore kosovaro
- 1993 - Julio Cascante, calciatore costaricano
- 1993 - Michael Devlin, calciatore scozzese
- 1993 - Raffaele Di Gennaro, calciatore italiano
- 1993 - Sevda Erginci, attrice turca
- 1993 - Nathalie Fontaine, cestista svedese
- 1993 - Nils van 't Hoenderdaal, ex pistard olandese
- 1993 - Diego Johannesson, ex calciatore spagnolo
- 1993 - Landen Lucas, ex cestista statunitense
- 1993 - Vazha Margvelashvili, judoka georgiano
- 1993 - Rei Pullazi, cestista albanese
- 1993 - Callum Reilly, ex calciatore irlandese
- 1993 - Armando Zamorano, calciatore messicano
- 1994 - Kepa Arrizabalaga, calciatore spagnolo
- 1994 - Enzo Basilio, calciatore francese
- 1994 - Gustavo Blanco, calciatore brasiliano
- 1994 - Tim Boyle, giocatore di football americano statunitense
- 1994 - Saga Fredriksson, calciatrice svedese
- 1994 - Nicholas Grainger, nuotatore britannico
- 1994 - Alba Hernández, pallavolista portoricana
- 1994 - Ataa Jaber, calciatore palestinese
- 1994 - Anthony Jeffrey, calciatore guyanese
- 1994 - Seth Jones, hockeista su ghiaccio statunitense
- 1994 - Kōsuke Kinoshita, calciatore giapponese
- 1994 - Henkie T, rapper surinamese
- 1994 - Morgan Mitchell, velocista australiana
- 1994 - Fejsal Mulić, calciatore serbo
- 1994 - Juanjo Nieto, calciatore spagnolo
- 1994 - Dennis Olsson, calciatore svedese
- 1994 - Nuni Omot, cestista sudsudanese
- 1994 - Stefano Paghi, hockeista su pista italiano
- 1994 - London Perrantes, cestista statunitense
- 1994 - Jimi Salonen, sciatore freestyle finlandese
- 1994 - Ryan Sample, giocatore di football americano statunitense
- 1994 - Alex Verginer, multiplista e bobbista italiano
- 1994 - Marcus Walz, canoista spagnolo
- 1995 - Dragan Apić, cestista serbo
- 1995 - Enrique Araújo, calciatore paraguaiano
- 1995 - Žan Benedičič, calciatore sloveno
- 1995 - Snelle, rapper olandese
- 1995 - Khadeen Carrington, cestista trinidadiano
- 1995 - Ryan Connelly, giocatore di football americano statunitense
- 1995 - Alba De Silvestro, scialpinista e fondista di corsa in montagna italiana
- 1995 - Andre Dillard, giocatore di football americano statunitense
- 1995 - Ayo Edebiri, comica, attrice e sceneggiatrice statunitense
- 1995 - Charlie Ewels, rugbista a 15 britannico
- 1995 - Jaroslav Fil'čakov, lottatore ucraino
- 1995 - Mike Gesicki, giocatore di football americano statunitense
- 1995 - Martin Hašek, calciatore ceco
- 1995 - Katharina Huber, sciatrice alpina austriaca
- 1995 - Sander Kartum, calciatore norvegese
- 1995 - E.C. Matthews, cestista statunitense
- 1995 - Kalei Mau, pallavolista statunitense
- 1995 - Simonas Stankevičius, ex calciatore lituano
- 1995 - Ben Thompson, calciatore inglese
- 1995 - Lil Tracy, rapper e cantante statunitense
- 1996 - Louis Ameka, calciatore gabonese
- 1996 - Anaïs Bourgoin, mezzofondista francese
- 1996 - Kelechi Iheanacho, calciatore nigeriano
- 1996 - Sergej Makarov, calciatore russo
- 1996 - Matheus Rodrigues, giocatore di calcio a 5 brasiliano
- 1996 - Simone Sabbioni, nuotatore italiano
- 1996 - Renny Smith, ex calciatore austriaco
- 1996 - Allyson Swaby, calciatrice statunitense
- 1997 - Mario Bovenzi, attore e personaggio televisivo italiano
- 1997 - Kathleen Dawson, nuotatrice britannica
- 1997 - Jo-Ane van Dyk, giavellottista sudafricana
- 1997 - Valon Etemi, calciatore macedone
- 1997 - Claudia Gueli, sciatrice freestyle australiana
- 1997 - Jonathan Isaac, cestista statunitense
- 1997 - Damien Jefferson, cestista statunitense
- 1997 - Jin Boyang, pattinatore artistico su ghiaccio cinese
- 1997 - Javon Kinlaw, giocatore di football americano statunitense
- 1997 - Onitlasi Moraes, calciatore brasiliano
- 1997 - Tedarrell Slaton, giocatore di football americano statunitense
- 1997 - Colby Stevenson, sciatore freestyle statunitense
- 1997 - Andrés Eduardo Sánchez Rodríguez, calciatore messicano
- 1997 - Scott Wharton, calciatore inglese
- 1997 - Marco Zanon, rugbista a 15 italiano
- 1997 - Matheus Silva, calciatore brasiliano
- 1997 - Jakub Łabojko, calciatore polacco
- 1998 - Valentín Castellanos, calciatore argentino
- 1998 - Digué Diawara, cestista francese
- 1998 - Leonora, cantante danese
- 1998 - Kyle Negomir, sciatore alpino statunitense
- 1998 - Yemisi Ogunleye, pesista tedesca
- 1998 - Hanna Orthmann, pallavolista tedesca
- 1998 - Adam Runnalls, biatleta canadese
- 1998 - Abdoulkader Thiam, calciatore mauritano
- 1998 - Abdul Zubairu, calciatore nigeriano
- 1999 - Afeez Aremu, calciatore nigeriano
- 1999 - Vladislav Emčenko, cestista russo
- 1999 - Mustafa Kizza, calciatore ugandese
- 1999 - Aramis Knight, attore statunitense
- 1999 - Jack LeVant, nuotatore statunitense
- 1999 - Asante Samuel Jr., giocatore di football americano statunitense
- 2000 - Cesinha, calciatore brasiliano
- 2000 - Edwin Cerrillo, calciatore statunitense
- 2000 - Quirin Emanga, cestista tedesco
- 2000 - Jaziel Martínez, calciatore messicano
- 2000 - Abril Montilla, attrice e modella spagnola
- 2000 - Lassana N'Diaye, calciatore maliano
- 2000 - Gonzalo Piñeiro, calciatore argentino
- 2000 - Luquinha, calciatore brasiliano
- 2000 - Mike Sainristil, giocatore di football americano haitiano
- 2000 - Johannes Schütz, giocatore di football americano austriaco
- 2000 - Lynn Wilms, calciatrice olandese
- 2000 - Alessandro Zanoli, calciatore italiano

## XXI secolo(28)
- 2001 - Liel Abada, calciatore israeliano
- 2001 - Alice Goodall, mezzofondista britannica
- 2001 - Caleb Rogers, giocatore di football americano statunitense
- 2001 - El Bilal Touré, calciatore maliano
- 2002 - Sheddy Barglan, calciatore sudanese
- 2002 - Juan Camilo Castillo, calciatore colombiano
- 2002 - Tiago Cravero, calciatore argentino
- 2002 - JD Davison, cestista statunitense
- 2002 - Matt Fallon, nuotatore statunitense
- 2002 - Frederik Emil Olsen, taekwondoka svedese
- 2002 - Maria Tomba, cantautrice italiana
- 2003 - Victor Bak Jensen, calciatore danese
- 2003 - Vicki Becho, calciatrice francese
- 2003 - Jackline Chepkoech, siepista keniota
- 2003 - Callum Doyle, calciatore inglese
- 2003 - Abbosbek Fayzullayev, calciatore uzbeko
- 2003 - Lisa Hirner, combinatista nordica e ex saltatrice con gli sci austriaca
- 2003 - Jill Janssens, calciatrice belga
- 2003 - Édier Ocampo, calciatore colombiano
- 2004 - Jennifer Gadirova, ginnasta britannica
- 2004 - Jessica Gadirova, ginnasta britannica
- 2004 - Noah Schnapp, attore statunitense
- 2004 - Jhon Solís, calciatore colombiano
- 2005 - Iona Anderson, nuotatrice australiana
- 2005 - Alfonso de Luca, calciatore uruguaiano
- 2006 - Sarah Iliev, tennista francese
- 2006 - Josie Johnson, saltatrice con gli sci statunitense
- 2006 - Sara Saitō, tennista giapponese